# Der Hauptmann von Köpenick (Zuckmayer)

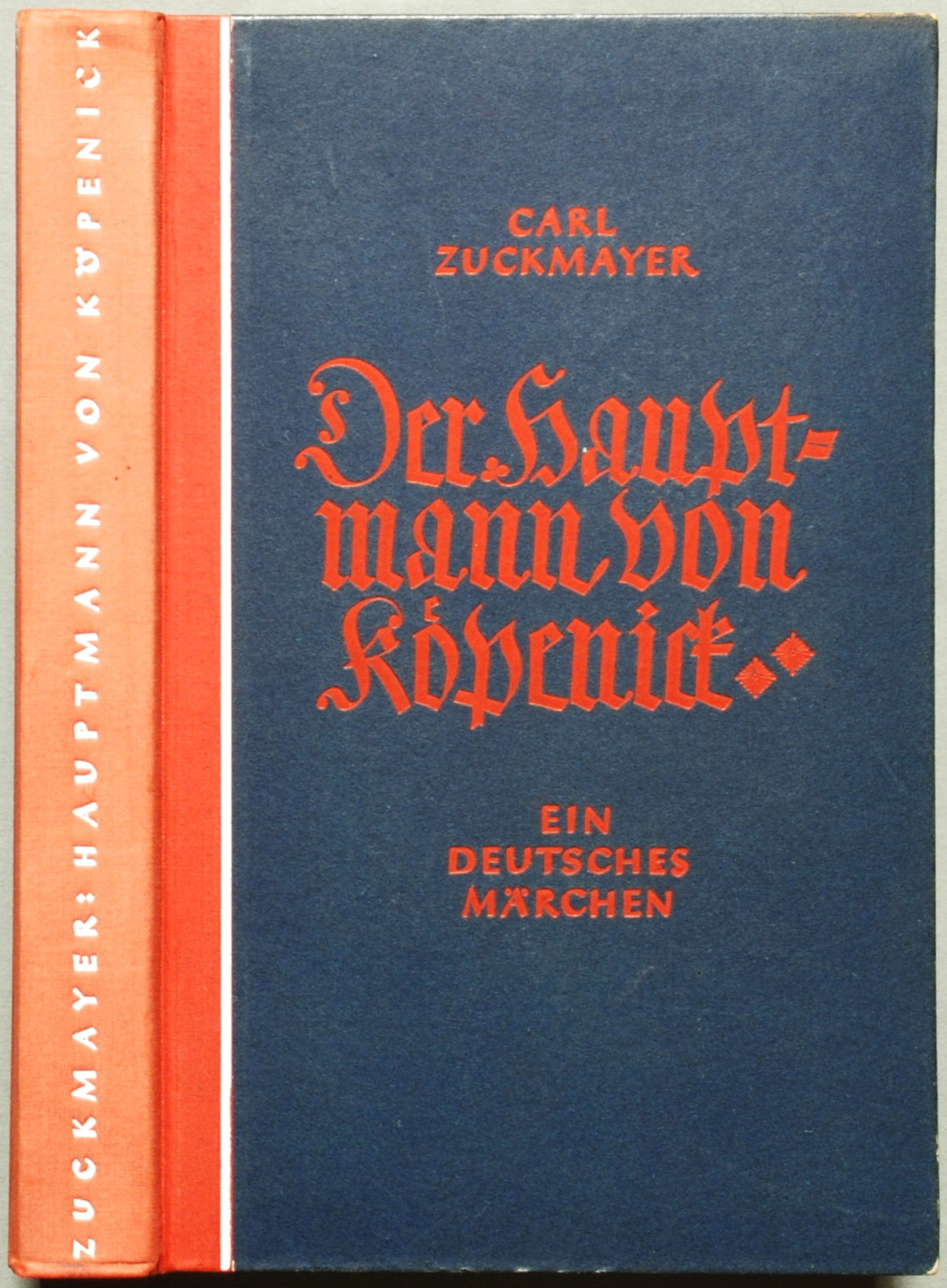
Einband der Erstausgabe

Der Hauptmann von Köpenick. Ein deutsches Märchen in drei Akten ist ein Drama von Carl Zuckmayer aus dem Jahr 1931. Das Stück bezieht sich auf die Köpenickiade des Friedrich Wilhelm Voigt. Dieser hatte sich im Jahr 1906 als Offizier verkleidet und mit einem Trupp Soldaten die Stadtkasse von Cöpenick bei Berlin geraubt.
Das sozialkritische Stück folgt der Darstellung Voigts, er habe sich eigentlich nicht bereichern, sondern sich nur einen Pass besorgen wollen. Das Stück kritisiert die Obrigkeitshörigkeit, den Militarismus und den unhinterfragten Respekt vor der Uniform – Haltungen, die es möglich machten, dass man im Rathaus die Anweisungen des als „Eulenspiegel des wilhelminischen Militärstaats“ (Marc Jeck) bekannten Räubers befolgte.

## Entstehung
1930 ließ sich Carl Zuckmayer, der von seinem Bekannten Fritz Kortner auf den Stoff aufmerksam gemacht worden war, von seinem Verlag Material zu den Vorgängen aus dem Jahr 1906 zuschicken und war begeistert. Er zog sich in sein österreichisches Domizil in Henndorf am Wallersee zurück und schrieb von Anfang September bis November 1930 die dreiaktige Tragikomödie Der Hauptmann von Köpenick. Ein deutsches Märchen. Das Stück wurde am 5. März 1931 am Deutschen Theater Berlin in der Regie von Heinz Hilpert mit Werner Krauß in der Titelrolle uraufgeführt.:7f
Das Stück wurde von vielen Bühnen übernommen und fast zwei Jahre lang in ganz Deutschland vor ausverkauften Häusern gespielt, bis die Machtübernahme der Nationalsozialisten im Januar 1933 dem Erfolg ein Ende setzte. Die Aufführung von Zuckmayers Stücken wurde verboten.

## Handlung
Der Garde-Hauptmann von Schlettow lässt sich im Jahr 1900 in dem Potsdamer Uniformladen des Schneiders Adolf Wormser einen Uniformrock anmessen, als der gerade aus der Haft entlassene Sträfling Wilhelm Voigt hereinschaut. Der abgemagerte Mann will nach Arbeit fragen, wird aber hinausgeworfen. In einem Polizeibüro in Potsdam beantragt Voigt eine Aufenthaltserlaubnis, aber der Oberwachtmeister will ihm diese ohne Nachweis eines Arbeitsplatzes nicht ausstellen. Da man aber eine Aufenthaltsgenehmigung benötigt, um eine Arbeitsstelle zu bekommen, befindet sich Voigt in einem Teufelskreis. Voigt will das Deutsche Reich verlassen, doch dafür braucht man einen Pass, den ihm der Beamte nicht ausstellen kann, da er dafür nicht zuständig ist. Die Nacht verbringt Voigt als Obdachloser in einem Wartesaal.
In der dritten Szene trifft Voigt in einem Berliner Café seinen früheren Freund Paul Kallenberg, genannt Kalle, der ebenfalls obdachlos ist. Kalle will durch eine Straftat zu Geld kommen, aber Voigt beabsichtigt, ein ehrliches Leben zu beginnen, und lehnt eine Beteiligung an dem geplanten Coup ab. Während die beiden ehemaligen Sträflinge darüber reden, betritt der Hauptmann von Schlettow in Zivil den Schankraum. Als Kalle und ein betrunkener Gardegrenadier wegen einer Prostituierten in Streit geraten, versucht von Schlettow den Grenadier zur Ordnung zu rufen, was ihm allerdings nicht gelingt, weil er keine Uniform trägt. Es kommt zu einer Schlägerei. Schließlich werden der Grenadier und von Schlettow von der Polizei abgeführt. Von Schlettow muss wegen des ehrenrührigen Vorfalls seinen Abschied einreichen und den neuen Uniformrock zurückgehen lassen. Die Uniform erwirbt der Köpenicker Stadtverordnete Dr. Obermüller, der gerade zum Reserveleutnant befördert wurde und für diesen Anlass rasch eine Offiziersuniform benötigt.
Der gelernte Schuster Voigt versucht erneut, Arbeit zu finden und bewirbt sich in einer Schuhfabrik, wird aber vom Prokuristen abgelehnt, da er keine Aufenthaltserlaubnis vorweisen kann, im Gefängnis saß und nie gedient hat. Voigt überredet Kalle, mit ihm in das Potsdamer Polizeirevier einzubrechen, wo er ein Passformular stehlen möchte. Kalle kommt mit, weil ihn das Geld aus der vermeintlich gut gefüllten Kasse interessiert. Der Coup misslingt, die beiden Täter werden gefasst und Voigt muss wieder ins Zuchthaus. Zehn Jahre später soll er entlassen werden. Am Tag zuvor begeht der Gefängnisdirektor mit den Insassen den Sedantag zur Feier des Sieges im Deutsch-Französischen Krieg. Voigt kann aufgrund seiner autodidaktisch angeeigneten Kenntnisse alle Fragen des Direktors zum preußischen Militärwesen richtig beantworten und darf beim Nachspiel der Entscheidungsschlacht Anweisungen geben. Nach der Entlassung kommt Voigt bei seiner Schwester Marie und deren Mann Friedrich Hoprecht, einem kleinen Beamten und Unteroffizier, in Rixdorf unter. Seine Probleme sind die gleichen wie vor zehn Jahren: Er erhält weder Arbeit noch Papiere.
In der 10. Szene muss Dr. Obermüller, der zum Oberleutnant der Reserve befördert wurde und inzwischen Bürgermeister von Köpenick ist, ins Kaisermanöver ziehen, doch der Schneider Wormser hat die neue Uniform noch nicht geliefert. Wütend befiehlt Obermüller dem Dienstmädchen, seine alte Uniform zu bringen. Als er versucht, den Uniformrock zuzuknöpfen, reißt das mittlerweile viel zu enge Kleidungsstück. Doch Obermüller hat Glück, der Zuschneider Wabschke kommt gerade noch rechtzeitig mit der neuen Uniform. Obermüller zieht sie an und gibt dem Schneider die alte mit. In der 13. Szene trägt Wormsers Tochter Auguste Victoria die ausgebesserte Uniform als Kostüm bei einem rauschenden Kaisermanöverball und singt darin ein Fest-Couplet vor den Gästen.
Währenddessen erhält Voigt einen Bescheid mit seiner Ausweisung. Nach einem Streit mit seinem Schwager über die richtige, d. h. gerechte Ordnung, sucht er einen jüdischen Trödler auf. Dort erwirbt er eine ramponierte Hauptmannsuniform. Es handelt sich um die ursprünglich für von Schlettow angefertigte, dann von Dr. Obermüller und Wormsers Tochter getragene Uniform. Voigt lässt einen fehlenden Stern ersetzen und erwirbt weitere Ausrüstungsgegenstände. Er plant, sich in dieser Verkleidung ein Kommando anzueignen und auf der Behörde einen Pass für seine Ausreise zu besorgen. In einer Bahnhofstoilette zieht sich Voigt um. Mit einigen Soldaten, die er auf der Straße seinem Befehl unterstellt hat, dringt der falsche Hauptmann in das Rathaus von Köpenick ein, verhaftet den Bürgermeister und den Stadtkämmerer und beauftragt den Stadtschutzmann Kilian, sie zur Wache in Berlin zu bringen. Als Voigt sich nach der Passstelle des Rathauses erkundigt, wird er enttäuscht: Köpenick hat keine eigene Passstelle. Mit dem Geld aus der Stadtkasse macht sich der „Hauptmann“ aus dem Staub. Einige Tage später geht Wilhelm Voigt zur Polizei und bietet an, für einen Pass den Gesuchten herbeizuschaffen. Als ihm der ersehnte Pass versprochen wird, gibt er sich als der falsche „Hauptmann“ zu erkennen. Als Beweis, dass er es wirklich ist, verrät er, wo er die Uniform versteckt hat. Nachdem man sie gebracht hat, lässt Wilhelm Voigt sich vom Kriminaldirektor überreden, zur allgemeinen Erheiterung noch einmal hineinzuschlüpfen. Voigt betrachtet sich im Spiegel, sieht sich in diesem Aufzug zum ersten Mal und bricht in schallendes Gelächter aus.

## Einordnung
Das Theaterstück basiert auf der wahren historischen Begebenheit des Hauptmann von Köpenick aus dem Jahr 1906 und verspottet einen unkritischen Gehorsam gegenüber dem Militär im kaiserlichen Deutschland. Zuckmayer wollte das Stück allerdings in seine Gegenwart übertragen und spielte damit vor allem auf die seit den ersten Wahlerfolgen der NSDAP allgegenwärtigen braunen Uniformen der NS-Gefolgsleute an.
Zuckmayers Stück umfasst drei Akte mit jeweils sieben Szenen. Er behandelt im zweiten und dritten Akt die Zeit um den spektakulären Überfall und im ersten Akt die Vorgeschichte, die zehn Jahre früher spielt. Neben kleineren Änderungen (so wird Voigts Geburtsort in die Nähe der Wuhlheide verlegt, sodass Voigt Berliner Dialekt spricht), besteht der Hauptunterschied des Stückes zur Wirklichkeit wohl in der Stilisierung Voigts zum „edlen Räuber“. So übernimmt Zuckmayer die (wenig glaubhafte) Selbstdarstellung Voigts, wonach das Motiv für seinen Überfall ausschließlich der Erwerb eines Passes gewesen sei, den er dringend brauchte, um wieder ein normales Leben beginnen zu können. Da das Amt in Köpenick jedoch keine Pass-Abteilung hatte, stellt sich der Übeltäter – mit dem fast vollständigen Inhalt der Stadtkasse – in Zuckmayers Stück am Ende freiwillig der Polizei, nachdem ihm für die Zeit nach seiner Entlassung aus dem Gefängnis ein Pass versprochen wurde.
Dadurch, dass Voigt anders als in der Wirklichkeit die Uniform komplett bei einem Händler erwirbt – eine an sich eher banale Änderung –, bekommt der ‚blaue Rock‘ eine eigene Geschichte. Indem Zuckmayer die Vorbesitzer der Reihe nach vorstellt, nimmt er die Gelegenheit wahr, die Vorgeschichte einiger Nebenfiguren (des Köpenicker Bürgermeisters beispielsweise) vor dem Hintergrund einer kritischen, teilweise bis zur Karikatur überzeichneten Schilderung der Verhältnisse in der kaiserlichen Armee und der vom Militarismus geprägten Gesellschaft jener Zeit zu erzählen, wobei die Allgegenwart des Militärs immer wieder neu in Szene gesetzt wird.
Einzelne Episoden setzen sich mit den Auswirkungen des Ehrenkodex’ des Offizierskorps auf das persönliche Leben und mit der gesellschaftlichen Stellung des Reserveoffiziers auseinander oder thematisieren die unbedingte Gläubigkeit eines ‚bodenständigen‘ Berliner Beamten, personifiziert in der Gestalt von Voigts Schwager, eines biederen Unteroffiziers, gegenüber Armee und Staat. Alltagsphänomene wie die stereotype Frage bei der Arbeitssuche „Wo hamse jedient?“ und das von jedermann verinnerlichte, automatische ‚Strammstehen‘ vor Uniformträgern werden ebenso gezeigt wie groteske militärische Rollenspiele, die der Gefängnisdirektor seine Sträflinge, darunter auch den sich hier sehr hervortuenden Voigt, zur Feier des Jahrestages der Schlacht von Sedan aufführen lässt.
Auch antisemitische Klischees, wie sie bereits in der Kaiserzeit verbreitet waren, greift Zuckmayer (der bekennender Gegner des zur Zeit der Abfassung des Stückes aufkommenden Nationalsozialismus war und dessen Mutter aus einer assimilierten jüdischen Familie stammte) in karikierender Weise auf, so etwa in der Figur des geschäftstüchtigen jüdischen Krämers Krakauer oder in der Darstellung des jüdischen Uniformschneiders Wormser und seines Sohnes, denen er in den Regieanweisungen bestimmte Ausprägungsgrade der „jüdischen Rassemerkmale“ zuschreibt. Andere Juden wie der Schuhfabrikant Wonkrowitz, bei dem Voigt einmal gearbeitet hat, werden positiv gezeichnet.

## Rezeption
Joseph Goebbels rezensierte in der Zeitschrift Der Angriff vom 12. März 1931 das Theaterstück. Er beschimpfte Zuckmayer als „[…] einer von jenen Asphaltschreibern, die fälschlich in dieser Demokratie als Dichter ausgegeben werden“, lobte aber den Hauptdarsteller Werner Krauß. Zuckmayers Kritik am „alte[n] preußische[n] Regime“, dem „verruchte[n] Absolutismus“, dem „Kadavergehorsam“ des ostelbischen Staates und dem „blutbefleckte[n] Militarismus“ weist Goebbels zurück, da ihm das Preußentum immer noch lieber ist als die von ihm gehasste Weimarer Republik.:1 Dem Kritiker Willy Haas ging der politische Gehalt des Stückes nicht weit genug. Er kritisierte in der Zeitschrift Die literarische Welt, das Stück kratze nur an der Oberfläche der politischen Dimension des Falles Voigt.:82f
In einem Brief an Zuckmayer beschrieb Thomas Mann das Stück nach einem Theaterbesuch als „die beste Komödie der Weltliteratur seit Gogols Revisor“.:5
Eine englische Bearbeitung des Zuckmayerschen Dramas entstand 1971 unter dem Titel The Captain of Koepenick (Übersetzer war der englische Dramatiker John Mortimer) und wurde im selben Jahr mit dem bekannten Shakespeareinterpreten Paul Scofield in der Titelrolle in London uraufgeführt.

## Biografische Notiz
Die Figur des Stadtkämmerers Rosencrantz gibt gegenüber dem falschen Hauptmann an, er habe als „Leutnant der Reserve im 1. Nassauischen Feldartillerieregiment Nr. 27 Oranien“ gedient. Im gleichen Dienstgrad und in der gleichen Einheit (mit dem Friedensstandort Mainz) diente Carl Zuckmayer während des Ersten Weltkrieges.

## Verfilmungen
Noch im selben Jahr der Uraufführung des Theaterstücks folgte unter der Regie von Richard Oswald die erste Verfilmung für das Kino, in der Max Adalbert, der die Rolle mittlerweile auch auf der Bühne verkörperte, die Titelrolle übernahm. Albert Bassermann spielte die Rolle in einem 1941 im amerikanischen Exil entstandenen Remake von Oswalds Kinofilm erstmals in englischer Sprache. Helmut Käutner, später Drehbuchautor und Initiator des Rühmann-Films, nahm 1945 ein sehr erfolgreiches Hörspiel nach dem Drama auf. Es folgten weitere Verfilmungen, die alle auf Zuckmayers Stück basieren, zum Teil mit sehr bekannten Schauspielern wie Heinz Rühmann (1956), Rudolf Platte (1960) und Harald Juhnke (1997).
Die wichtigsten Filme im Überblick:
- 1931: Der Hauptmann von Köpenick (1931) – nach Carl Zuckmayer, Regie Richard Oswald, Buch von Albrecht Joseph, mit Max Adalbert in der Titelrolle[3]
- 1941/45: I Was a Criminal – von Oswald im amerikanischen Exil gedrehte Neuverfilmung in englischer Sprache mit Albert Bassermann in der Hauptrolle
- 1956: Der Hauptmann von Köpenick (1956) – Regie und Buch von Helmut Käutner, mit Heinz Rühmann in der Titelrolle[4]
- 1960: Der Hauptmann von Köpenick (1960) – Fernsehfilm nach Carl Zuckmayer, Regie Rainer Wolffhardt, mit Rudolf Platte in der Titelrolle
- 1997: Der Hauptmann von Köpenick (1997) – Regie Frank Beyer, mit Harald Juhnke in der Titelrolle
- 2001: Der Hauptmann von Köpenick (2001) – Fernsehaufzeichnung (ZDF) der seit 1996 im Maxim-Gorki-Theater gezeigten Aufführung des Zuckmayer-Stücks, Regie Katharina Thalbach, Andreas Missler-Morell (TV-Regie). Mit Katharina Thalbach in der Titelrolle, Thomas Schmidt, Tilo Werner, Hilmar Baumann, Oliver Boys, Jaecki Schwarz, u. a., Musik: Dieter Fischer, Jo Bauer, Paul Brody, Horst Fischer, Brigitte Schmidt-Breitkreutz, Henning Stoll, Bettina Wauschke. Erstausstrahlung 19. Januar 2002, 20.15 Uhr, auf 3sat.[5]
- 2005: Der Hauptmann von Köpenick (2005) – Bühnenverfilmung (Schauspielhaus Bochum) nach Carl Zuckmayer, Regie Matthias Hartmann, mit Otto Sander in der Titelrolle

### Hörspiele
Alle hier aufgeführten Hörspiele entstanden nach dem Stück von Carl Zuckmayer.
- 1945: NWDR – Regie: Helmut Käutner, mit Willy Maertens (Voigt) und Eduard Marks, Fita Benkhoff, Inge Meysel, Gustav Knuth, Erwin Linder, Ida Ehre, Erica Balqué
- 1947: SDR – Regie: Alfred Vohrer, mit Kurt Rackelmann (Voigt) und Axel Kreuzinger, Kurt Norgall, Willy Hochapfel, Harald Mannl, Friedrich Schoenfelder, Fritz Umgelter, Gerti Fricke
- 1951: SWF – Regie: Karl Peter Biltz, mit Ernst Sladeck (Voigt) und Heinz Schimmelpfennig, Kurt Lieck, Max Mairich, Alois Garg, Kurt Ebbinghaus
- 1954: BR – Regie: Heinz-Günter Stamm, mit Paul Bildt (Voigt) und Friedrich Domin, Erika Riemann, Ursula Kube, Werner Hinz, Charlotte Witthauer, Fritz Benscher, Ernst Fritz Fürbringer
- 1955: SFB – Regie: Carlheinz Riepenhausen, mit Helmut Heyne, Franz Weber, Eduard Wandrey, Erich Fiedler, Richard Süssenguth, Robert Klupp u. a.
- 1962: Polydor International GmbH – Produktion: Pali Meller Marcovicz, mit Rudolf Platte (Voigt) und Bruno Fritz, Reinhold Bernt, Ilse Fürstenberg, Eduard Wandrey, Edith Hancke, Erich Fiedler – Das Hörspiel umfasst nicht das ganze Schauspiel Zuckmayers, sondern nur die 1. und 6. Szene des 1. Aktes, die 9., 12. und 14. Szene des 2. Aktes, sowie die 19. und 21. Szene des 3. Aktes.
- 1964: SFB – Regie: Boleslaw Barlog, mit Carl Raddatz (Voigt) und Christian Rode, Klaus Miedel, Herbert Grünbaum, Klaus Herm, Friedrich W. Bauschulte, Eva Katharina Schultz

### Textausgaben
- Carl Zuckmayer: Der Hauptmann von Köpenick: Ein deutsches Märchen in drei Akten. Fischer, ISBN 3-596-27002-2

### Sekundärliteratur
- Walter Dimter: Carl Zuckmayer: Der Hauptmann von Köpenick. Reclam, Stuttgart 2009, ISBN 978-3-15-950030-0
- Werner Frizen: Carl Zuckmayer. Der Hauptmann von Köpenick (Oldenbourg Interpretationen 29). 3. überarb. u. erg. Aufl., Oldenbourg, München 2000, ISBN 978-3-637-88605-6
- Wilhelm Große: Erläuterungen zu Carl Zuckmayer: Der Hauptmann von Köpenick, Textanalyse und Interpretation (Bd. 150). C. Bange Verlag, Hollfeld 2012, ISBN 978-3-8044-1956-8
- Marc Jeck: Auf allerhöchsten Befehl. Kein deutsches Märchen. Das wahre Leben. In: Die Zeit, Nr. 42 vom 12. Oktober 2006, S. 104 (online hier abrufbar)
- Andreas Lienkamp: Aufstand für das Leben. 'Die Bremer Stadtmusikanten' und 'Der Hauptmann von Köpenick' - Zum 200. Geburtstag des Grimm’schen und zum 90. des Zuckmayer’schen Märchens. Tectum, Baden-Baden 2019, ISBN 978-3-8288-4383-7
- Hartmut Scheible: Erläuterungen und Dokumente. Carl Zuckmayer: Der Hauptmann von Köpenick. Reclam, Stuttgart 2000, ISBN 978-3-15-008138-9